# محمود الغياث

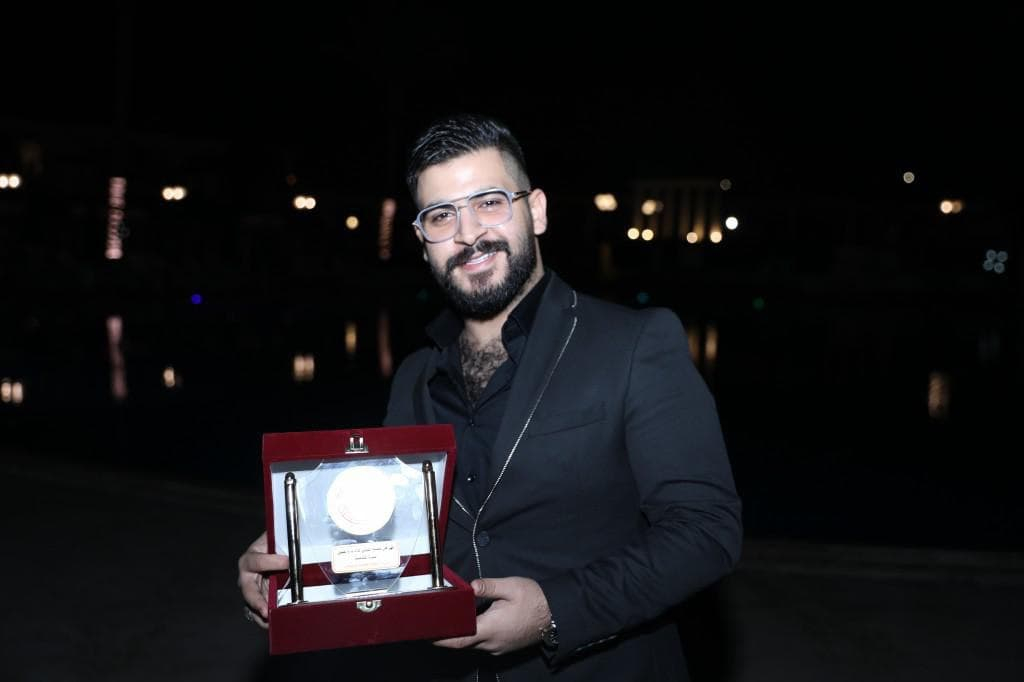
محمود الغياث في مهرجان همسة الدولي للفنون والآداب المقام في مصر " دورة الفنان محمد صبحي" حيث نال الغياث الجائزة عن أغنيته الشهيرة " ربي رزقني "

محمود الغياث فنان وملحن عراقي.

## مشواره الفني
بدأ مسيرته في عام 2017 في بغداد عندما أصدر أول أغنية له بعنوان «منو يكول» في العام 2018، قدم بعدها العديد من الأغنيات المنفردة والألبومات، وأشتهر بعد طرح أغنية «ربي رزقني» والتي كانت من ضمن ألبوم «مليون واحد» ولاقت نجاحاً واسعاً على مستوى الوطن العربي وشارك في العديد من المهرجانات المحلية والعربية أبرزها مهرجان همسة الدولي للفنون عام 2020.

## ديسكوغرافيا

### الألبومات
- 2019: "مليون واحد"
- 2020: "اكلك سر"

### الأغاني المنفردة
- 2018: «منو يكول»
- 2018: «صوتك»
- 2018: «عالم ثاني»
- 2018: «بوسة ايدك»
- 2018: «ضملي حضنه» مع نور تيم
- 2019: «الاصلي» مع نور الزين وادم رافت
- 2019: «وردة حمرة» مع اسراء الاصيل وزيد الحبيب
- 2019: «جنت نايم»
- 2019: «صرت طير» مع احمد جهاد
- 2019: «دولتي» مع ديانا ورد
- 2019: «بشرني»
- 2019: «ابن الكمر»
- 2019: «وين الهيبة»
- 2019: «فدوة نروح لترابك»
- 2020: «ناده الوطن»
- 2020: «ام الوفه»
- 2020: «بس أنت»
- 2020: «شحجي وياه»
- 2020: «ناسيني»
- 2020: «يم داركم»
- 2020: «يالمزاعلني شخبارك» مع ايدن
- 2020: «تغيب»
- 2021: «بالحزن وحدك»
- 2021: «اصير اتراب»
- 2021: «متعافي»
- 2021: «الدولار»
- 2021: «ويه الدم» مع سارية السواس
- 2021: «حنيتله»
- 2021: «مستحيل»
- 2021: «تخيل»
- 2022: «العلم عالي»
- 2022: «أجمل كائن»

## جوائز
- مصر: جائزة الإبداع في مهرجان همسة الدولي[14] في مصر